# Veldenz
Veldenz est une municipalité de Rhénanie-Palatinat, dans l'arrondissement de Bernkastel-Wittlich, en Allemagne. C'était la capitale de l'ancien comté de Veldenz.

## Histoire
Le site, occupé vers -500 par les Celtes Trévires, fut romanisé par la suite (⇒ Gallo-Romains), cela jusqu'au début du Ve siècle, époque des grandes invasions, notamment celle des Francs ripuaires. Vers 1129 Gerlach Ier y construisit un château (le Schloss Veldenz), et en 1286, Rodolphe de Habsbourg accorda au bourg une charte municipale.
La seigneurie fut érigée en comté de Veldenz. En 1444, à l'extinction des comtes de Veldenz, le comté passa à la Maison de Palatinat-Deux-Ponts, et constitua le comté palatin de Veldenz de 1543 à 1694, avant d'être réparti sur les différentes branches de la Maison palatine.
L'orgue de l'église fut fabriquée en 1888 par la famille Stumm.
Une partie de l'action du roman 813 de Maurice Leblanc, mettant en scène Arsène Lupin, se déroule au château de Veldenz

## Personnages illustres liés à cette localité
- Frère Hermann von Veldenz, auteur d'un poème épique chantant la pieuse Yolande de Vianden.